# Nunatak Chirikova
Nunatak Chirikova (englische Transkription von russisch Нунатак Чирикова Nunatak Tschirikowa) ist ein Nunatak im ostantarktischen Mac-Robertson-Land. In den Prince Charles Mountains ragt er nördlich bis nordwestlich des Mount Woinarski auf.
Russische Wissenschaftler benannten ihn. Der Namensgeber ist nicht überliefert. Wahrscheinlich handelt es sich um den russischen Sibirienforscher Alexei Tschirikow (1703–1748).